# Гукливий (зупинний пункт)
Гукли́вий — пасажирський зупинний пункт Ужгородської дирекції Львівської залізниці.
Розташований у селі Гукливий Мукачівського району Закарпатської області між станціями Скотарське та Воловець.
За 0,65 км від зупинного пункту в напрямку станції Скотарське розташований 130-метровий залізничний міст, під яким проходить автошлях Т 0718 (Нижні Ворота — Міжгір'я).
За 0,81 км у сторону станції Воловець пролягає залізничний міст.
Дата відкриття платформи наразі не встановлена. Відомо лише, що це відбулося не раніше 1962 року (в атласі схем залізниць 1962 року не фігурує).